# José María Monforte
José María Monforte Carrasco es un político español que desempeñó entre 1989 y 1991 la consejería de Fomento de la Junta de Castilla y León y que entre 2011 y 2015 ejerció de alcalde de Candeleda.

## Biografía
Es hijo de Florentino Monforte, alcalde de Candeleda, que continuó como alcalde del municipio en la corporación constituida tras las elecciones municipales de 1979. Monforte, que se licenció en Ciencias Económicas, Políticas y Comerciales, entró como funcionario de la Diputación Provincial de Ávila.
Militante del Centro Democrático y Social (CDS), fue procurador por Ávila de la ii legislatura de las Cortes de Castilla y León dentro del Grupo Parlamentario de CDS. El 19 de mayo de 1989 tomó posesión como consejero de Fomento de la Junta de Castilla y León, en un gobierno de coalición presidido por José María Aznar, promoviendo el controvertido proyecto de extensión de la C-501 desde Ramacastañas a Candeleda. Se mantuvo en la consejería hasta 1991, con el ejecutivo regional presidido a partir de septiembre de 1989 por Jesús Posada. Monforte, que llegó a ser presidente de la organización abulense del CDS, repitió como procurador por Ávila de la iii legislatura de las Cortes regionales dentro del Grupo Parlamentario de Centro Democrático y Social. En diciembre de 1994 impulsó junto a Daniel de Fernando la creación de la Agrupación Independiente de Ávila (AIAv), adherida a la Plataforma de los Independientes de España, convirtiéndose en concejal del Ayuntamiento de Ávila por dicha formación en la corporación 1995-1999, para, a partir de 1999 y hasta 2007, ejercer de concejal dentro del grupo municipal del Partido Popular (PP). En 2011 fue presentado como aspirante del PP a la alcaldía de Candeleda, concurriendo en las elecciones municipales de mayo de dicho año como cabeza de lista de la candidatura del PP, que obtuvo mayoría absoluta, convirtiéndose Monforte en nuevo alcalde.

## Posiciones
Muy unido a la figura de Adolfo Suárez, Monforte no dudó en calificarle en 2014 como «el mejor político de los últimos 35 años». La valoración en 1993 por parte de Monforte del paso por la presidencia de la Junta de la figura de José María Aznar es no obstante inmisericorde: Monforte afirmó que Aznar «era pueril, soberbio e insolente», «un bluff, pero peligroso», que «muchos lo recuerdan con miedo» y que «no cumplió ni el 10% de lo que prometió en su discurso de investidura como presidente de la Junta de Castilla y León». En octubre de 2015 envió una carta a Mariano Rajoy haciendo patente su indignación por las circunstancias en las que Jesús Manuel Sánchez Cabrera se hizo con la presidencia de la corporación provincial.